# Hans Eberhardt (Fußballspieler)
Hans Eberhardt (* 9. Juni 1919 in Mannheim; † 3. Januar 2006) war ein deutscher Fußballspieler.

## Karriere
Eberhardt bestritt für den SV Waldhof Mannheim als Stürmer zunächst von Januar 1939 bis August 1940 Punktspiele in der Gauliga Baden, in einer von zunächst 16, später auf 23 Gauligen zur Zeit des Nationalsozialismus als einheitlich höchste Spielklasse im Deutschen Reich. Er trug in der Rückrunde der Saison 1938/39 zur Gaumeisterschaft Baden sowie am Ende der Folgesaison, in der die Gauliga Baden in drei Gruppen aufgeteilt war, zur Meisterschaft in der Gruppe Nordbaden, wie auch zur Gaumeisterschaft Baden, aus der sich anschließenden Endrunde, bei. Aufgrund des Erfolges nahm er an der Endrunde um die Deutsche Meisterschaft teil und kam in den beiden Spielen um Platz 3 zum Einsatz. Da die erste Begegnung mit dem SK Rapid Wien am 21. Juli mit dem Ergebnis von 4:4 nach Verlängerung – ein Tor steuerte er bei – keinen Sieger hervorgebracht hatte, wurde diese Begegnung eine Woche später wiederholt und mit 2:5 verloren. In dem seit 1935 neu geschaffenen Pokalwettbewerb für Vereinsmannschaften um den Tschammerpokal, kam er 1939 in acht Spielen zum Einsatz und erzielte zwei Tore. Sein Debüt gab er am 20. August 1939 beim 1:0-Erstrunden-Sieg über den SK Admira Wien. Anschließend bestritt er weitere sieben Spiele einschließlich der zwei notwendig gewordenen Wiederholungsspiele des Halbfinales und des Finales. Das am 28. April 1940 im Berliner Olympiastadion ausgetragene Finale endete mit der 0:2-Niederlage gegen den 1. FC Nürnberg. 
Von September 1940 bis Ende der Saison 1940/41 spielte er für Kickers Offenbach in der Staffel Mainhessen der Gauliga Südwest, die er mit seiner Mannschaft auch gewann.
Die Saison 1941/42 absolvierte er für die SG SS Straßburg in der Gauliga Elsass, die er mit der Sportgemeinschaft am Saisonende gewann und für die er drei Endrundenspiele um die Deutsche Meisterschaft bestritt. Über das am 10. Mai 1942 mit 2:0 über die Stuttgarter Kickers gewonnene Qualifikationsspiel gelangte er ins Achtel- und Viertelfinale, in dem ihn und die Mannschaft das Aus gegen den FC Schalke 04 mit 0:6 ereilte.
Nach Mannheim zurückgekehrt, bestritt er von 1942 bis 1945 noch drei Spielzeiten in der Gauliga Baden; in dieser Zeit gewann er erneut die Meisterschaft im Gau Nordbaden und zweimal die Gaumeisterschaft Baden.
Nach dem Ende des Zweiten Weltkriegs absolvierte er die Saison 1945/46 in der Oberliga Süd, eine von zunächst drei, später auf fünf erweiterten höchsten deutschen Spielklassen. Als Viertplatzierter am Saisonende beendete er seine aktive Fußballerkarriere.

## Erfolge
- Gaumeister Elsaß 1942
- Gaumeister Südwest 1941
- Gaumeister Baden 1939, 1940, 1944, 1945
- Gaumeister Nordbaden 1940, 1944
- Tschammerpokal-Finalist 1939